# Quemado de neumático (automovilismo)

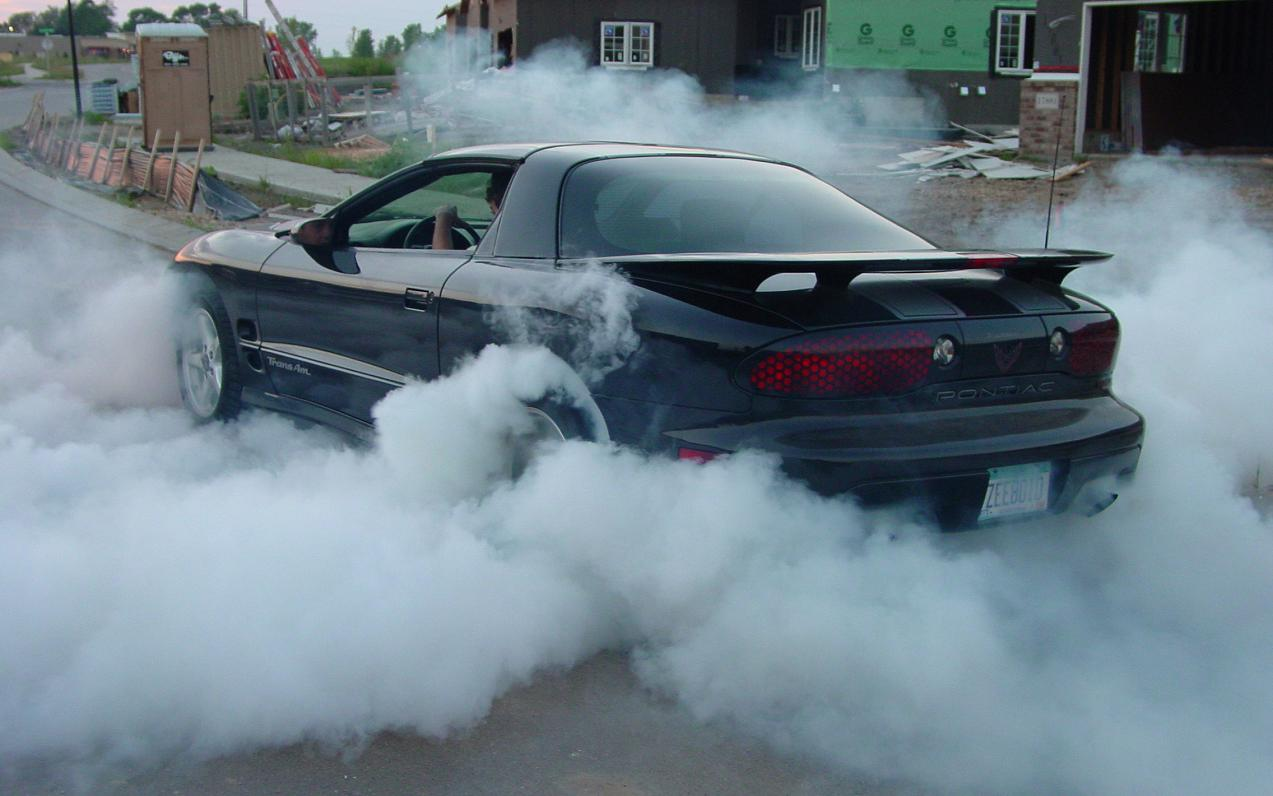
Pontiac Trans Am quemando rueda con bloqueo lineal.

Un quemado de neumático (también llamado quemar rueda) es la práctica de mantener un vehículo quieto y hacer girar sus ruedas, consiguiendo que la fricción resultante haga que los neumáticos emitan un sonido, se calienten y echen humo.

## Historia

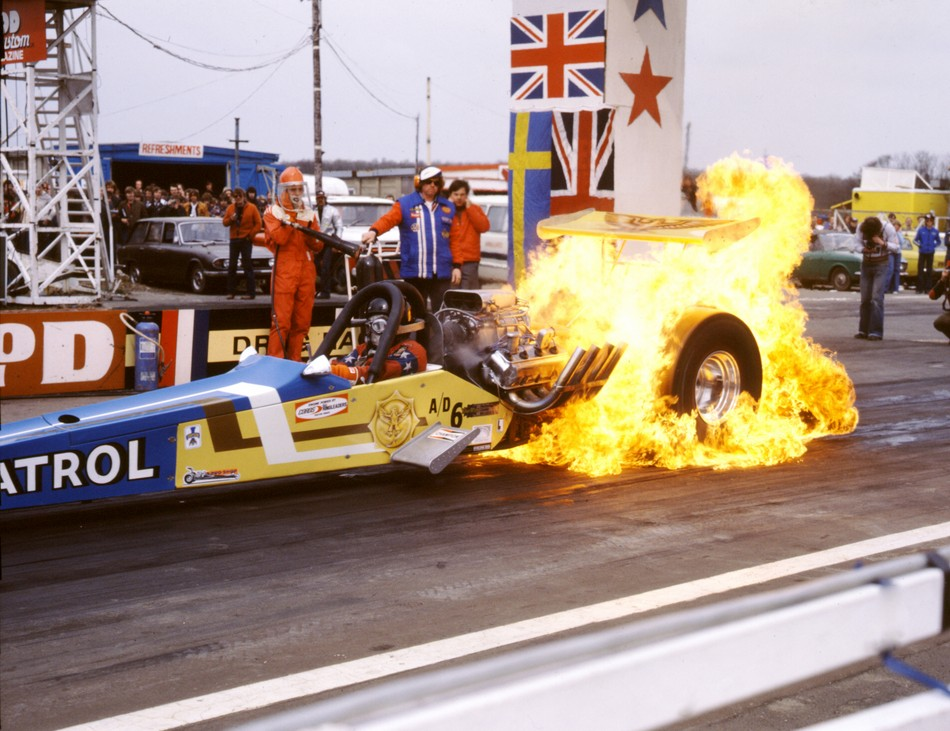
Fuego por el exceso de temperatura al quemar rueda en Santa Pod Raceway, Reino Unido.

Los orígenes de la práctica de quemar rueda se remontan a las carreras de aceleración, donde tienen un propósito práctico: los neumáticos lisos de carreras de aceleración funcionan mejor a temperaturas más altas y esta es la forma más rápida de elevar la temperatura de los neumáticos inmediatamente antes de una carrera. También limpian el neumático de cualquier resto y colocan una capa de caucho junto a la línea de salida para una mejor tracción. Las pistas de carreras de aceleración a veces utilizan una zona de superficie húmeda especialmente reservada conocida como «caja de agua», porque se vierte agua en una zona determinada para reducir la fricción e iniciar la práctica de quemar rueda. En alguna ocasión se trató de una «caja de lejía», usando lejía en lugar de agua; esto comenzó en 1969, el año en que se realizó la primera quemada de rueda en la NHRA, en el Hot Rod Magazine Championship Drag Races en Riverside, California. Don Garlits fue el primero en quemar rueda en la línea de salida, lo que ahora es una práctica habitual. Se utilizó agua, lejía y resina, y se dice que el agua funciona tan bien como la lejía. Al principio, el compuesto de tracción RFI también produjo espectaculares quemaduras de llamas. El peligro de utilizar compuestos de tracción inflamables llevó a la NHRA a exigir el uso de agua.
Quemar rueda también es común en las carreras callejeras, generalmente para mostrar la potencia del vehículo. Como ocurre con todas las actividades de carreras callejeras, quemar rueda de manera prolongada y voluntaria en la vía pública es ilegal en la mayoría de países, aunque la sanción puede variar. En Nueva Gales del Sur (Australia), por ejemplo, la policía tiene la facultad de confiscar el vehículo infractor durante tres meses en caso de una primera infracción. En marzo de 2010, al campeón del mundo de Fórmula 1, Lewis Hamilton, le confiscaron su Mercedes-Benz por quemar rueda en Melbourne (Australia), mientras salía del circuito del Gran Premio de Albert Park.
Los pilotos ganadores también realizan con frecuencia trompos y queman rueda al final de las carreras de Fórmula 1 y NASCAR para celebrar su victoria.

## Práctica

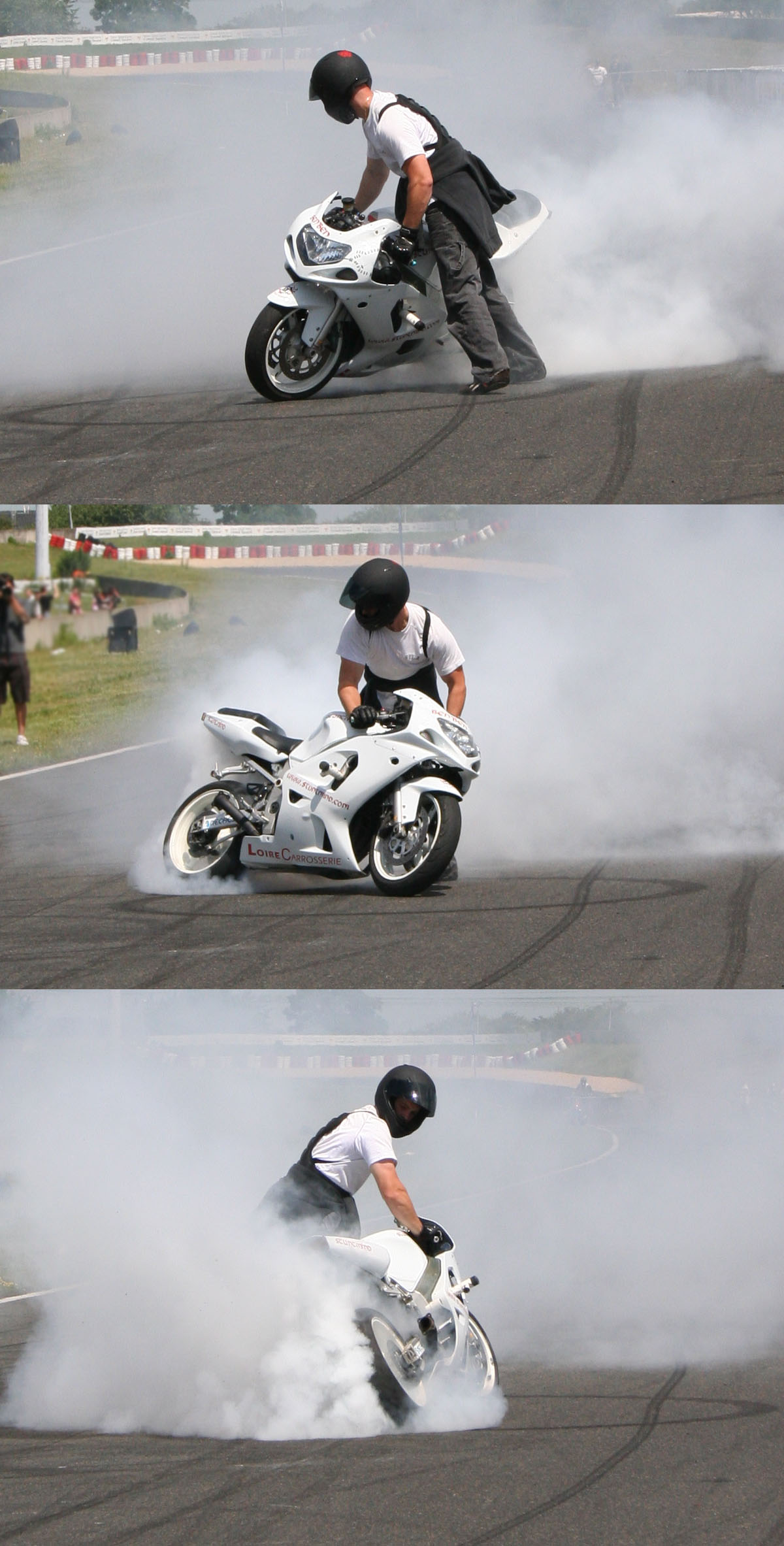
Quemando rueda en una moto en el Stunt Bike Show del 17 de junio de 2007 en el circuito Carole de Francia.

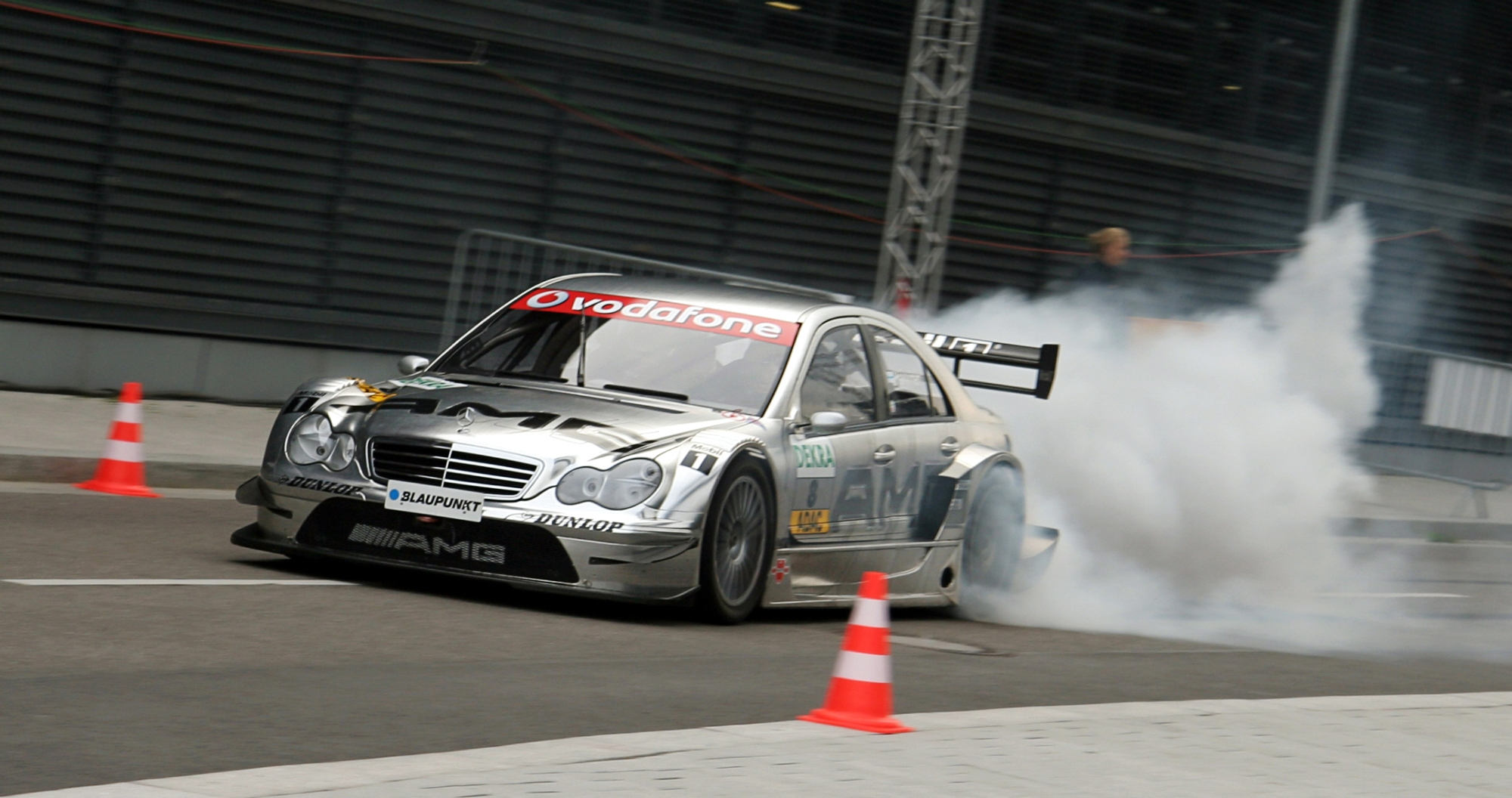
Mercedes-Benz DTM quemando rueda.

Quemar rueda en un vehículo con tracción delantera se logra poniendo el freno de mano para bloquear las ruedas traseras y soltando el pedal del embrague con el vehículo revolucionando para luego pisar el acelerador a fondo y que giren las ruedas delanteras.
Quemar rueda en un vehículo con propulsión trasera implica que el conductor accione simultáneamente los pedales del acelerador y el freno. El pedal del freno requerirá modulación, ya que el objetivo es permitir que los neumáticos traseros giren mientras se mantiene el automóvil con las ruedas delanteras inmóviles. En cierto punto de equilibrio, los frenos delanteros impedirán que el automóvil avance mientras que los frenos traseros tendrán un agarre insuficiente para evitar que las ruedas patinen, ya que la potencia del motor se transfiere únicamente a las ruedas traseras.
Para quemar rueda en un vehículo de propulsión trasera de transmisión manual, hay que dejar el coche en punto muerto, luego presionar a fondo el pedal de embrague, meter primera, pisar el acelerador y soltar el pedal del embrague y mover rápidamente el pie sobre el pedal del freno para mantener los frenos agarrando las ruedas delanteras. Para finalizar simplemente, el conductor puede decidir si salir hacia delante, soltando el freno, o detener las ruedas y quedarse quieto, soltando el acelerador.
Se puede quemar rueda en un propulsión trasera más fácilmente, instalando un «bloqueo lineal», que permiten que los frenos delanteros se activen selectivamente manteniendo presionado un interruptor, soltando el pedal del freno y liberando los frenos traseros.
Esto es más difícil de hacer en vehículos con tracción en las cuatro ruedas y tracción integral, ya que tienen mejor tracción que los vehículos delantera o trasera. Se requieren motores significativamente más potentes para soltar los cuatro neumáticos al mismo tiempo y hacerlos perder adherencia, además solo girarán un breve periodo de tiempo hasta que recuperen tracción.

### Otras técnicas
Otra técnica para quemar rueda está dirigida a automóviles con potencia insuficiente para hacerlo desde parado. Consiste dar un acelerón marcha atrás y luego poner rápidamente el coche en primera y pisar el acelerador. Una variante de esto es hacerlo a la vez que se gira el volante, provocando dos marcas de derrape distintivas.